# Benedikt Roezl
Benedikt Roezl (1823-1885)- foi um botânico tcheco. Ele nasceu em Horoměřice u Prahy, Bohemia (hoje na República Tcheca).

## Referências

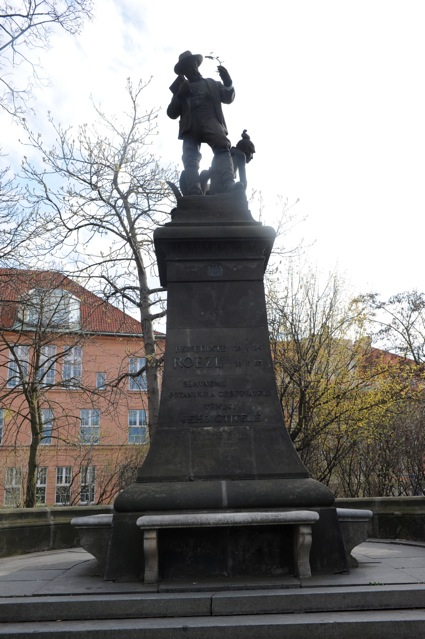
Estatua de Benedikt Roezl em Praga